# Saint-Maurice-sur-Moselle
Saint-Maurice-sur-Moselle är en kommun i departementet Vosges i regionen Grand Est (tidigare regionen Lorraine) i nordöstra Frankrike. Kommunen ligger i kantonen Le Thillot som tillhör arrondissementet Épinal. År 2022 hade Saint-Maurice-sur-Moselle 1 364 invånare.

## Befolkningsutveckling
Antalet invånare i kommunen Saint-Maurice-sur-Moselle
| Referens: INSEE |